# 印度池鹭
印度池鹭（学名：[Ardeola grayii] 错误：{{Lang}}：文本有斜体标记（帮助）），是鹈形目鹭科的一種小型的鷺。它起源於舊大陸，在南伊朗繁殖，向東延伸至印度次大陸、緬甸和斯里蘭卡。它們分佈廣泛且常見，但當它們在小池塘邊緣悄悄獵食或在靠近人類居住區的地方棲息時，卻很容易被忽視。
當它們起飛時，非常顯眼，明亮的白色翅膀與身體隱蔽的橄欖色和棕色條紋形成鮮明對比。它們的偽裝非常出色，以致可以在它們起飛之前近距離接近，這種行為導致了民間名稱和相信這些鳥是近視或盲目的說法。

## 分布
波斯湾至印度、缅甸、安达曼和尼科巴群岛。

## 描述
印度池鹭体重约253克，翼长约207.4毫米，嘴峰长约72.4毫米，喙宽度约9.3毫米，喙厚度约12.1毫米，跗蹠长约57.3毫米，尾长约74毫米。
印度池鷺體型矮壯，頸部短，喙短而粗，背部為黃褐色。夏季，成鳥的頸部有長羽毛。當它們起飛時，從暗淡的顏色轉變為顯眼的白色翅膀，使其非常突出。它們與斑鷺（Ardeola ralloides）非常相似，但背部較暗。在其分佈範圍以東，則被池鷺（Ardeola bacchus）取代。
在繁殖季節，有記錄表明一些個體有紅色的腿。但數量並不足以證明是成鳥在繁殖季節的正常變化，有人認為這可能是基因變異的結果。
紅色變異（Erythristic）的羽毛已有紀錄。 在馬爾地夫發現的種群被建議歸類為一個新種，但沒有被廣泛接受。 它與密切相關的池鷺、爪哇池鷺和馬達加斯加池鷺形成一個超種。
一般不會發出叫聲，但在受驚或接近巢穴時可能會發出刺耳的叫聲。
這種鳥在1832年由上校W. H. Sykes首次描述，並以約翰·愛德華·格雷的名字命名其學名。染色體核型研究表明，池鷺有68條染色體 （2N）。

## 行為與生態

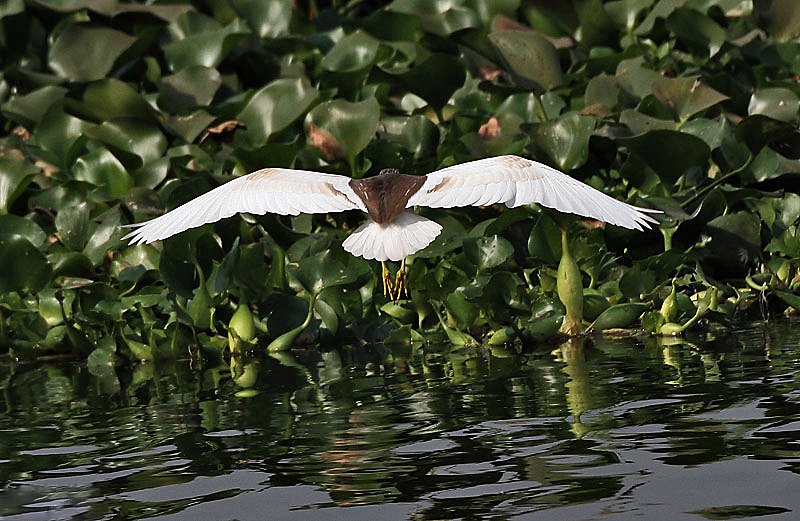
起飛時對比鮮明的白色翅膀閃入視野

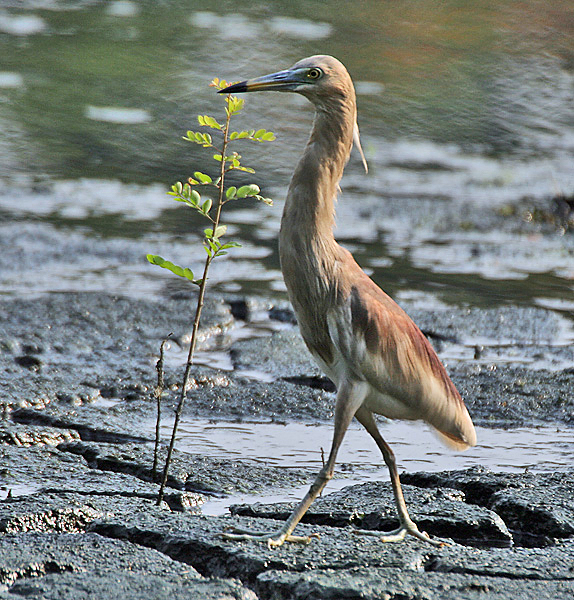
通常弓著脖子，讓脖子顯得較短

它們在印度非常常見，通常獨自覓食，但在旱季期間，當小型濕地有高密度獵物時，有時會有數量相當多的個體在近距離覓食。繁殖時是半群居方式。有時可發現也會在垃圾堆上覓食。在旱季，它們有時會在水分充足的草坪上或甚至在乾燥的草地上覓食。覓食時，它們會允許接近到很近距離，僅在距離太近時才會驚飛。它們有時會在繁忙的城市區域的林蔭大道樹上形成集體棲地。

### 食物與覓食
印度池鷺的覓食地點是沼澤濕地。通常在池塘邊緣覓食，但也大量利用浮水植被如布袋蓮來進入更深的水域。它們有時也會在水面上游泳或從空中捕魚，並在更深的水域降落。它們也被觀察到在空中飛行並捕捉跳出水面的魚。
有時，它們會低飛過水面，將青蛙和魚趕向岸邊，然後落在岸邊狩獵。 並有紀錄會撿起麵包屑並將其丟到水面上來引誘魚類。
這些鳥的主要食物包括甲殼類動物、水生昆蟲、魚類、蝌蚪，有時還包括水蛭 （Herpobdelloides sp.）。在濕地以外，這些鷺鷥會吃昆蟲（包括蟋蟀、蜻蜓和蜜蜂）、魚（Barilius 在昌迪加爾的一項研究中被認為是重要食物）和兩棲動物。

### 繁殖

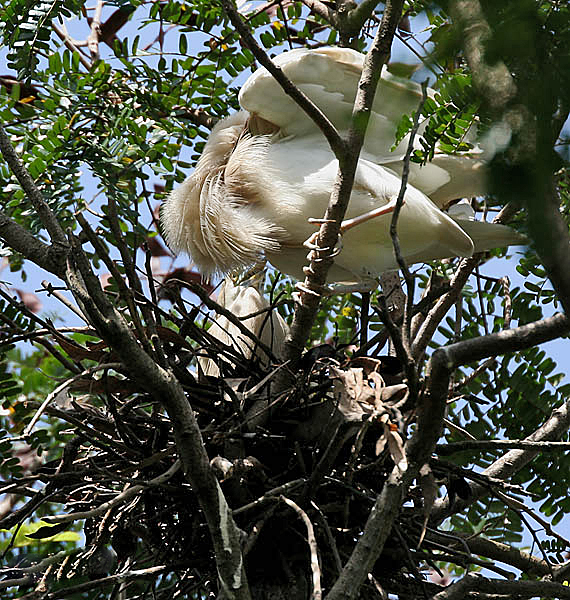
一對築巢的成鳥加爾各答、西孟加拉邦, 印度

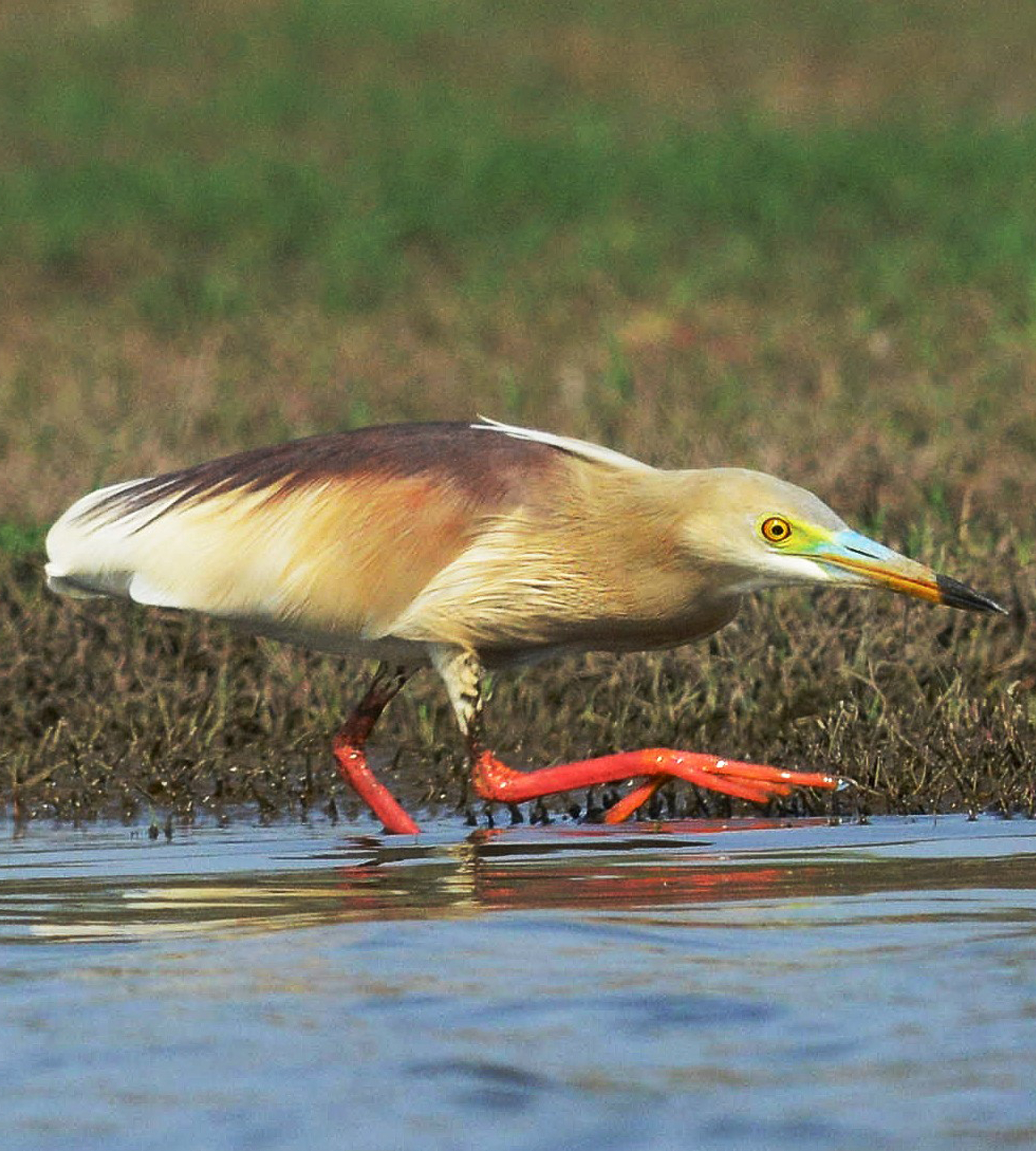
印度池塘蒼鷺在繁殖季節有鮮紅色的腿

繁殖季節始於季風來臨時。它們在小群落中築巢，通常與其他涉水鳥類混在一起，通常在樹木或灌木上的平台上築巢。大多數巢築在約9到10米高的大樹上。雄鳥收集築巢材料，而雌鳥築巢。會產下三到五枚蛋。 蛋會在18到24天內分批孵化。雌雄都會餵養幼鳥。 魚是餵養幼鳥的主要食物。 沒有被干擾的巢址可能年復一年地重複使用。

### 死亡因素
它們的天敵很少，但受傷的鳥可能會被猛禽捕食。
一種導致 Balagodu病的蟲媒病毒，以及吸蟲和其他多種寄生蟲，都有在這種鳥中分離出來的紀錄。 在印度南部的池鷺和牛鷺中已檢測到日本腦炎和西尼羅河病毒的抗體。 從污染水域中覓食獲得的重金屬可能特別集中在尾羽中。

## 在文化中的地位

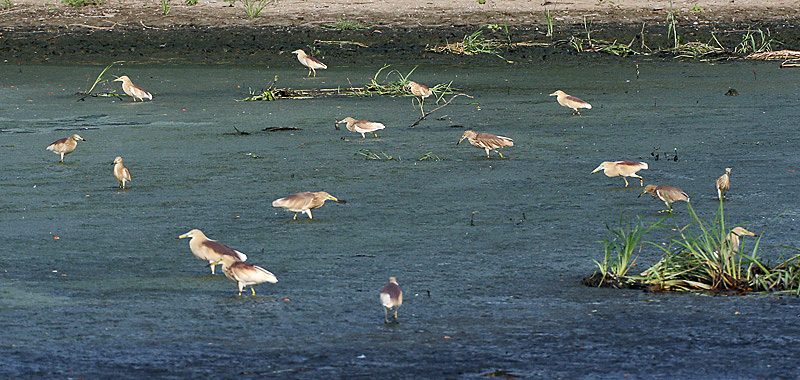
大量聚集在縮小中的池塘

站立不動並在最後一刻才驚飛的習性導致了廣泛的民間信仰，認為它們是半盲的，並且它們在許多語言中的名字包含了這樣的暗示。在斯里蘭卡，這種鳥被稱為kana koka，在僧伽羅語中翻譯為“半盲鷺”。 印度斯坦語短語“bagla bhagat”被用來形容“披著羊皮的狼”或偽君子，看起來像一個在冥想的聖人，並出現在馬拉地語的一句諺語中。 稻田鳥也作為希托帕德沙中的一個角色出現，在其中一個故事中，它為了拯救國王而讓自己受傷。 盎格魯-印度自然主義作家注意到了這種鳥驚人的顏色變化。菲利普·斯圖爾特·羅賓遜描述這種鳥“坐著時是全灰的，飛起來時是全白的”。 據說在過去的印度，很多人都吃過這種鳥。
在羽毛貿易的高峰期，從“稻田鳥”身上收集羽毛並出口到英國。